# Zöld erdő harmatját
A Zöld erdő harmatját magyar népdal. Keresztesi József 1784-i feljegyzése az első ismert írásos emléke. Pálóczi Horváth Ádám 1813-ban megjelent Ötödfélszáz énekek című művében is megtalálható.
A dal szövegét sokáig Balassi Bálintnak tulajdonították.
Érdekesség, hogy az első versszak természeti képe a magyar nemzeti színeket jeleníti meg.
Feldolgozás:
| Szerző          | Mire              | Mű                                                          |
| --------------- | ----------------- | ----------------------------------------------------------- |
| Kodály Zoltán   | daljáték          | Czinka Panna balladája, 22. dal                             |
| Szőnyi Erzsébet | négykezes zongora | Zongoraiskola I., Négykezesek 4. darab: Zöld erdő harmatját |

## Kotta és dallam
| Zöld erdő harmatját, piros csizmám nyomát hóval lepi be a tél. | Messzire bujdosom, hazámat itthagyom, Isten vezérli dolgom. | Jobb lesz a darvakkal vagy más madarakkal Ősszel búcsúmat vennem. |
| Szerelmes barátim, régi jó társaim Tőlem elpártoltanak.        | Keserű az nékem, Istenem, azt kérem, Utamban légy vezérem.  | Mert itten lakásom, nincsen maradásom, Mert sokak az irigyem.     |
| Fejenként mindenek, akik esmértenek, Mostan megbocsássatok.    | Mert elbujdosásom, leszen távozásom Messze kedves hazámtól. | Régen kik voltatok irigyim, látjátok Elmenésem e földről.         |

## Felvételek
- Zöld erdő harmatát. Harangozó Teri  YouTube (2016. február 16.)  (Hozzáférés: 2016. augusztus 18.) (audió)
- Zöld erdő harmatát, piros csizmám nyomát. cimbalom.nl (Hozzáférés: 2016. július 4.) (audió)[halott link]
- Meghajlások. Cseh Tamás  YouTube (2014. január 20.)  (Hozzáférés: 2016. július 4.) (videó)